# Селівестрова могила
Селівестрова могила (Селівестрів горб) -  курган, величезний насип у пониззі Псла біля села Йосипівка та Книшівка.  

## Розташування
Знаходиться він за 1,1 км на північний захід від околиці села Йосипівки Пісківської сільської ради Козельщинського району, майже за 1,0 км на південь від сусіднього с. Книшівки. Займає підвищення другої тераси лівого берега р. Псел, відділене від села рештками давньої стариці. Насип в оточенні решток групи невеликих курганів тяжіє до пануючої за висотою частини розораного пагорбу, видовженого у меридіональному напрямку більше ніж на 1 км на захід від автомобільної дороги ст. Потоки – Решетилівка.

## Історія дослідження
Величезний курган відомий за картографічними матеріалами другої половини ХХ ст., позначений на сучасних крупномасштабних топографічних картах, з відносною висотою в 9 м. Обстежувався 1987 р. археологами І. М. Мельниковою та 2007 р. В. В. Шерстюком. Останній виявив неподалік ще два розорані насипи і курганоподібні підвищення з північно-східного боку, об’єднавши їх до складу групи І.
Розвідками О. Б. Супруненка навесні 2015 р. був уточнений склад стародавнього могильника з семи курганів. Розповіді старожилів засвідчили, що найбільший курган має власну назву — Селівестрів горб чи Селівестрова могила, котра пов’язується з ім’ям власника навколишніх земель і хутора початку ХХ ст., свого часу розташованого дещо північніше.

## Опис
Найбільший курган групи (Селівестрів горб) має округлу в плані, дещо видовжену з північного заходу на південний схід, незначно сплощену в перетині напівкулясту форму, з виділеним уступом вздовж першої третини висоти підвищення – давньої добудови зі сплощеною вершиною. Висота насипу за результатами нівелювання — 8,1 м, діаметр — 58 х 62 м. Він задернований, в основі схилів наявні поодинокі дерева і кущі. Поли оборані на 5–7 м, часом утворюючи уступи, отже, реальний діаметр кургану у давнину наближався до 70 м. На поверхні відсутні горбки могил будь-яких кладовищ.
Вершина кургану сплощена. На утвореному таким чином майданчику, з південно-західного боку, знаходиться округлої форми скарбошукацька яма, глибиною 2,5 м, влаштована 10 років тому. В стінках шурфа на глибині 1,5 м простежувалися рештки перебитого грабіжниками і зруйнованого поховання із залишками конструкції носилок на двох дерев’яних брусах, вірогідно, сарматського часу. В основі шурф натикався на щільний ґрунт поверхні вершини одного з давніх насипів доби бронзового віку. Викид з грабіжницької ями скинутий на південно-східну полу і схил кургану. В ньому після грабіжників знайдено кілька уламків ліпного посуду сарматської доби. На насипу відзначена наявність скупчень першоцвітів та інших угруповань рідкісної степової рослинності.
Сусідні розорані кургани групи розташовані за 40–180 м на північний захід і північний схід від найбільшого. Їх висота — 0,25–0,70 м, діаметри — від 10 до 33 м. Археологічні розкопки цих курганів не проводилися.

## Значення пам'ятки
Група насипів є виразною пам’яткою історичного ландшафту, в якій великий курган — по-праву, виступає найбільшим поховальним об’єктом не тільки Козельщинського району, а й всієї передстепової і степової частини лівобережного півдня Полтавщини. Наявність пласкої верхівки зближує його за виглядом із курганами-святилищами раннього бронзового віку, на зразок Молочанського у Приазов’ї чи дослідженого в околицях Єристівського кар’єру 2016 р. Ємцівського. Отже, курган має містити під насипом нечисленні поховальні комплекси, різні жертовні ями і рештки пожертв (залишки тварин) доби родового ладу здебільшого ямної та катакомбних культур бронзового віку. Проте, подібні здогадки мають бути підтверджені лише повномасштабними стаціонарними розкопками, які поки що або й взагалі здійснювати недоцільно. Курган повинен залишитися не тільки пам’яткою археології, а й об’єктом історичного ландшафту, що нагадуватиме прийдешнім поколінням про перебіг історичних процесів й особливості життя на цій землі 5 – 6 тисяч років тому.